# الكاتيل موبيل
ألكاتيل هي علامة تجارية فرنسية للهواتف المحمولة مملوكة لشركة نوكيا وتستخدم بموجب ترخيص من قبل شركة الإلكترونيات الصينية تي سي إل. تم ترخيص العلامة التجارية ألكاتيل في عام 2005 من قبل شركة الإلكترونيات والاتصالات الفرنسية السابقة
ألكاتيل-لوسنت إلى تي سي ال للهواتف والأجهزة المحموة ، وتنتهي الرخصة الحالية في نهاية عام 2024. استحوذت نوكيا على أصوألالكاتيل-لوسنت في عام 2016 ، وبالتالي ورثت أيضًا اتفاقيات الترخيص لعلامألكةكاتيل التجارية.

## التاريخ
تأسست شركة الكاتيل موبيل في أبريل 2004 كمشروع مشترك بين الكاتيل-لوسنت بنسبة (45٪) و تي سي ال بنسبة (55٪). بدأت شركة الكاتيل أصلاً في صنع الهواتف المحمولة في أواخر عام 1996.
في عام 2005 ، تم حل المشروع المشترك واستحوذت تي سي ال على حصة الكاتيل-لوسنت البالغة 45 في المائة ، وأصبحت الكاتيل موبيل مجموعة فرعية مملوكة بالكامل لشركة تي سي ال. تم ترخيص اسم العلامة التجارية لـتي سي ال.

## الجوائز
في عام 2012 ، فازت الكاتيل بجائزة تصميم المنتدى الدولي اف لتصميمها وان تتش 818 ونماذج وان تتش 355 بلاي.

## روابط خارجية
- الموقع الرسمي
- موقع TCL Communication Technology Holdings Limited (TCL Communication)
- بيان صحفي حول مشروع TCL-Alcatel Joint Venture
- الموقع الرسمي الإماراتي
- الكاتيل OT Easy HF
- Phones